# 德威察站
德威察站是布拉格地铁A线的一座车站。站名“Dejvická”来源于"Dejvice"（德威察，布拉格的一个区）。